# Playtech
Playtech Ltd. (LSE : PTEC) est une entreprise de développement de logiciels de jeux d'argent fondée en 1999 et cotée à la Bourse de Londres, faisant partie de l'indice FTSE 250. Cette entreprise propose des logiciels pour les casinos en ligne, sites de poker en ligne, des jeux de bingo en ligne, de paris sportifs en ligne, des jeux à gratter, des jeux pour téléphone portable et des jeux d'arcade en ligne à taux fixe.

## Histoire
Playtech a été créé en 1999 à Tartu, la deuxième ville d’Estonie, un pays qui connaît à cette époque un essor considérable dans le domaine de l’économie numérique. Tartu constitue le siège historique de la société, qui y possède toujours des bureaux.
Le fondateur, Teddy Sagi, a obtenu 295 millions de dollars pour l'introduction en bourse de Playtech. La compagnie dont le siège est finalement déplacé au Royaume-Uni était estimée début 2006 à la Bourse de Londres sous le sigle PTEC à peu près 550 millions de livres avec un flottement de 257 pence.
Après la mise en place du SAFE Port Act, les actions de la compagnie ont souffert d'une chute de 40 % en une journée. Elles ont ensuite de nouveau progressé pour atteindre son maximum de presque 52 semaines en février 2007. La compagnie a décidé d'exclure tous les joueurs américains de ses sites.
Le 22 octobre 2008, Playtech a annoncé qu'elle comptait racheter des parts à Teddy Sagi en échange de 245 millions de dollars. Il s'agirait là du second rachat de Playtech envers Sagi, dont les gains s'élèveraient alors à 540 millions de dollars en liquidités. Sagi contrôle également 41 % de Playtech à travers son véhicule d'investissement Brickington. Le 29 juin 2010, Playtech a annoncé son retrait du marché des jeux d'argent français. Ainsi les casinos en ligne qui utilisaient les logiciels Playtech ne sont plus accessibles pour les joueurs français. Cette décision fait suite à la mise en place de la loi sur les jeux d'argent et de hasard en France avec la création de l'Autorité de Régulation des Jeux En Ligne (ARJEL) qui ne légalise pas les casinos en ligne. À compter de cette date, seuls les sites proposant du poker, des paris sportifs et hippiques peuvent recevoir un agrément officiel pour proposer leur activité aux résidents français.
Playtech a développé un logiciel de jeu pour le casino en ligne (SEGACasino.com), site de SEGA Games Ltd. Ce nouvel arrivant sur le marché du jeu a récemment reçu une licence de jeu de la Commission Alderney de Contrôle des Paris. En 2015, Teddy Sagi prend le contrôle successivement de markets.com et d'AvaTrade. En 2017, Playtech lance le jeu "Man Of Steel". En 2018, Teddy Sagi revend l'intégralité de ses parts dans Playtech pour 87 millions de dollars.
En 2020, Playtech choisit de céder sa licence GB B2C à la suite du suicide en 2017 de l'un de ses utilisateurs surendetté à seulement 25 ans,.

## Activités
Les logiciels de jeux Playtech, certifiés par l'organisme de test accrédité Gaming Laboratories International, est utilisé par GoldenPalace.com, Betfred, Centrebet, ToteSport, Sega Casino, Bet365, CelebPoker, VCPoker, Titan Poker et Mansion Poker, ainsi que des marques de casino tels que Casino Plex, Poker Plex,Casino Tropez, Europa Casino, City Club Casino, Jet Casino, Prestige Casino, Winner ou encore Crown Europe Casino. Les logiciels Playtech font également fonctionner un certain nombre de sites de bingo, dont la plupart sont membres du réseau Bingoland.
Playtech le réseau de sites de poker en ligne iPoker. Le réseau iPoker est adopté sur le marché légal français, en novembre 2010 déjà 5 salles de poker on obtenues leur agrément ARJEL dont Titan Poker. Playtech a développé le site de poker en ligne de Sega SEGA Poker lancé fin 2009 et développe le logiciel de jeu pour le site de poker de Manchester United. En novembre 2010, Playtech a ajouté les paris sportifs à son catalogue de jeux en ligne. Titan Bet est le premier site à l'utiliser.
Playtech est un fournisseur de logiciels de jeux en ligne qui propose des machines à sous vidéo, des jeux de casino en direct (live casino) ainsi que des systèmes de gestion de plateformes (IMS). Ses produits sont utilisés par plusieurs opérateurs, dont bet365, Betfair et William Hill. L’entreprise développe également sa présence sur les marchés réglementés d’Europe de l’Est, notamment en Bulgarie, en Roumanie, en Ukraine et en République tchèque.
En avril–juin 2025, Playtech a finalisé la vente de sa filiale italienne Snaitech au groupe Flutter Entertainment.
Playtech emploie plus de 800 personnes de par le monde.
À la date du 31 décembre 2024, Playtech employait 8 300 personnes dans le monde.

## Principaux actionnaires
Au 1er avril 2020.
| T. Rowe Price International        | 10,3% |
| Setanta Asset Management           | 8,26% |
| PAR Capital Management             | 5,01% |
| Aberdeen Asset Investments         | 4,21% |
| Fidelity Management & Research     | 3,56% |
| Vanguard                           | 2,90% |
| Dimensional Fund Advisors          | 2,90% |
| Fidelity (Canada) Asset Management | 2,88% |
| Norges Bank Investment Management  | 2,68% |
| Schroder Investment Management     | 1,96% |